# 銅鑼灣行車天橋

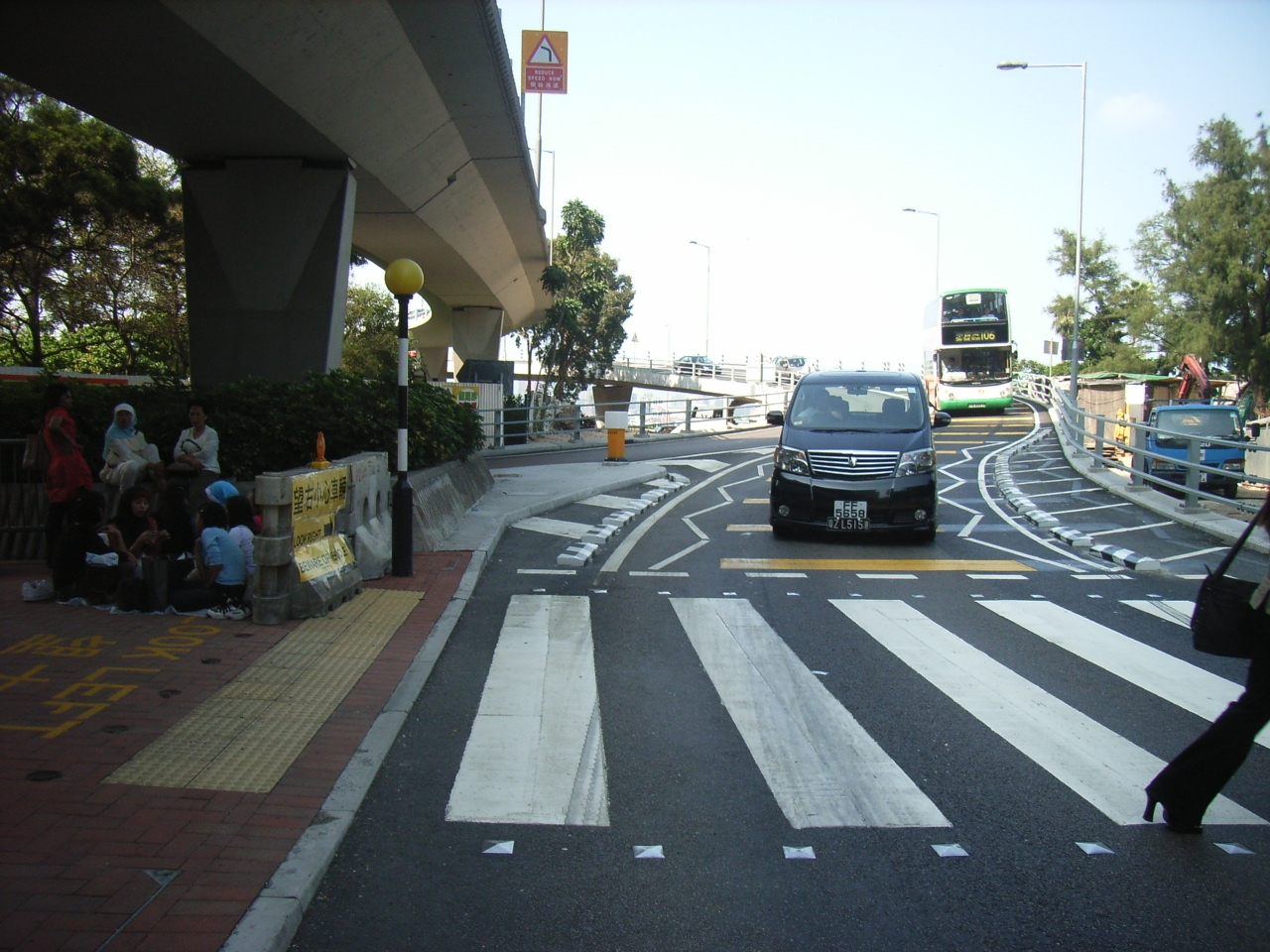
銅鑼灣行車天橋之南段出口

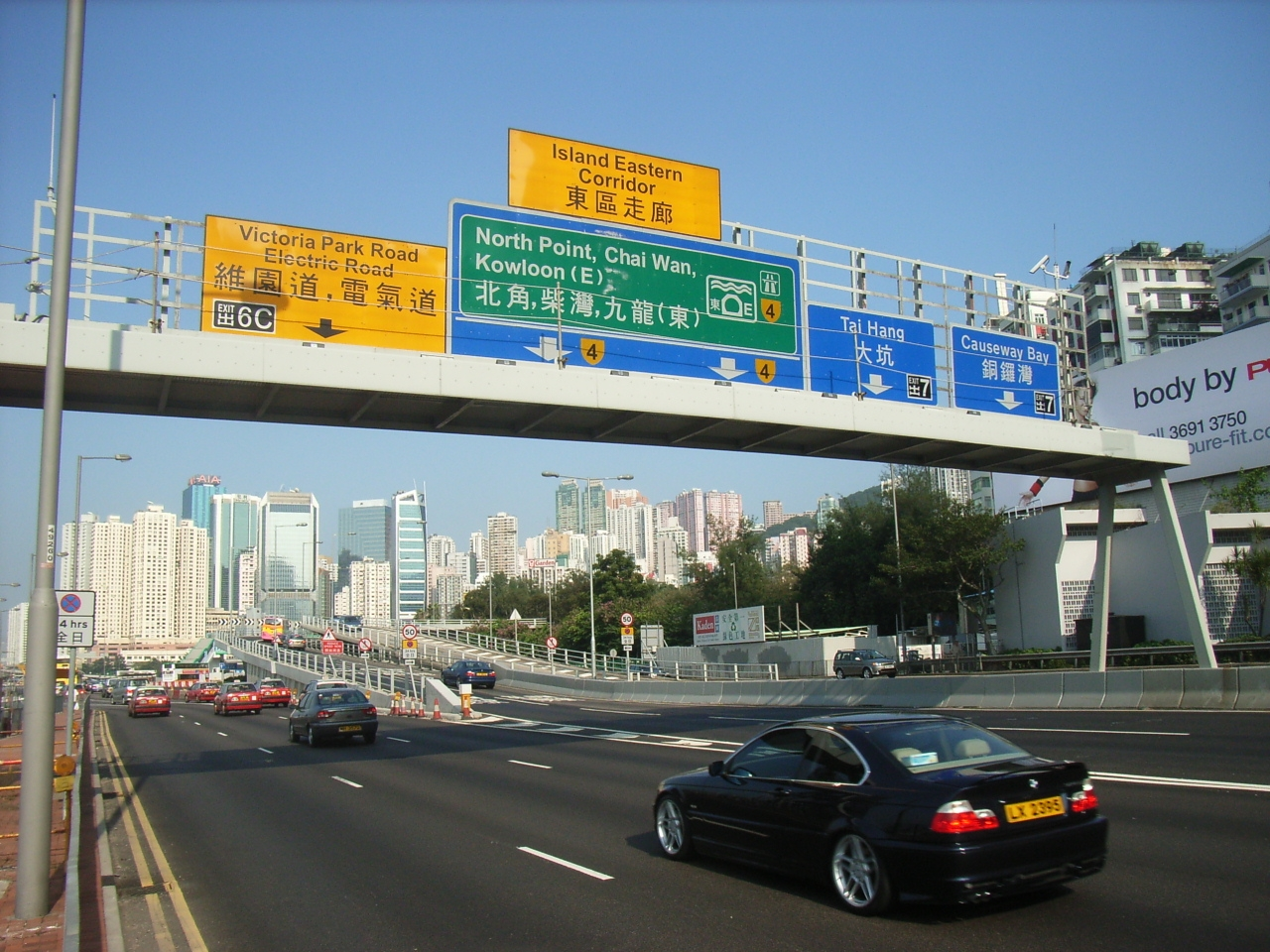
銅鑼灣行車天橋之北段入口

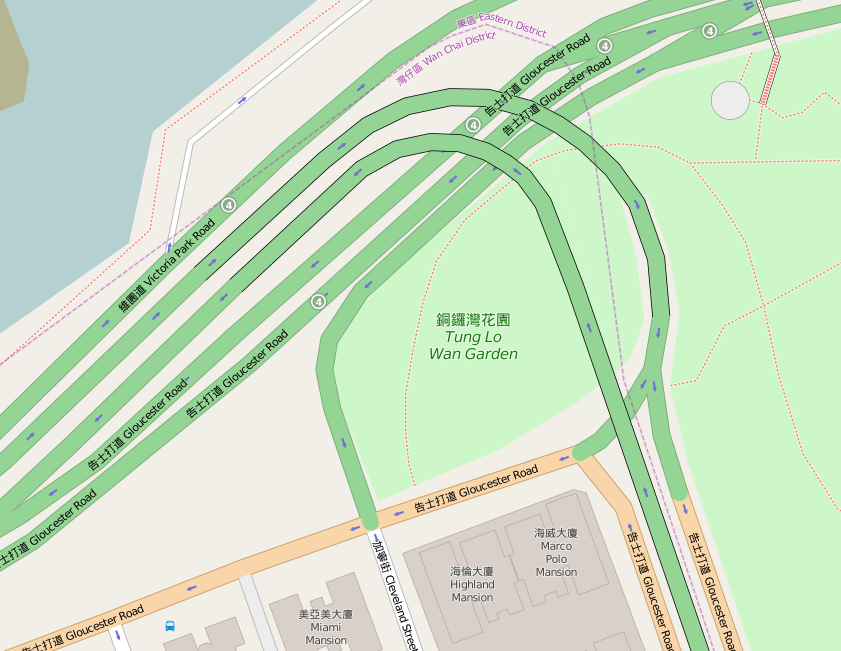
銅鑼灣行車天橋的地圖

銅鑼灣行車天橋（英語：Causeway Bay Flyover）是香港一條行車天橋，位於香港島銅鑼灣北面近銅鑼灣避風塘南面，連接維園道及告士打道，似曲尺形，現時為第二代。 
新銅鑼灣行車天橋由2006年10月2日早上（大約8時後）正式全面通車。新銅鑼灣行車天橋是單向兩線行車。在近香港海底隧道的維園道向東行的駕車人士，可以駛上此行車天橋，經過銅鑼灣公園東與維多利亞公園西之間，而轉回維園道西行方向，又或者分支到告士打道向大坑方向。

## 外部連結
- 新銅鑼灣行車天橋（運輸署的官方地圖） （页面存档备份，存于）
- 新銅鑼灣行車天橋（運輸署的官方通告） （页面存档备份，存于）
- 明報：新銅鑼灣行車天橋
- 新銅鑼灣行車天橋（中原地圖） （页面存档备份，存于）
- 銅鑼灣行車天橋落斜位現車禍陷阱